# Crypto Operating System
Das Crypto Operating System (COS, nicht zu verwechseln mit dem Cray Operating System) war angeblich ein alternatives Betriebssystem für Apple-Macintosh-Computer. 1997 sollte COS abgesichert nach B2-Klassifikation, mit integriertem PGP-Client, auf den Markt kommen. Die damals tätige Firma, mit dem Namen Omega, produzierte allerdings nur den wahrscheinlich größten Fake in der Geschichte des Macintosh.

## Angebliche Features
- B2-Klassifikation, mit integriertem PGP-Client
- Präemptives Multitasking, Speicherschutz
- Clustering-Features
- Multiprozessorfähigkeit
- Mac-OS-Kompatibilität
- Jeder User hat einen eigenen Workplace
- 85 % der Software für System 7 und 8 sind lauffähig
- Volle QuickTime-Unterstützung (Eigenentwicklung)
- Volle Unterstützung aller Adobe-Produkte
- Volle Integration in UNIX
- Ein Mac ROM wird nicht benötigt (diese Funktion sollte aber nicht direkt verfügbar sein)
- Benötigt 500–4000 kB RAM
- Benötigt Disk 12–15 MB Speicher auf der Festplatte
- Unterstützt 68030, 68040 und PowerMac, Micro-Kernel Architektur

## Historisches
Die Geschichte wurde nach über zehn Jahren von ApfelWiki.de recherchiert und nach und nach aufbereitet. Heute sind viele verloren geglaubte Fakten wieder ans Licht befördert worden.